# Claus Filip von Schwerin
Claus Filip von Schwerin, född 24 mars 1689 i Pommern, död 10 december 1748 i Stralsund, var en svensk militär.

## Biografi
Claus Filip von Schwerin föddes 1689 i Pommern. Han var son till majoren Filip Christoffer von Schwerin och Regina Elisabet von Pfuel. von Schwerin börjat att arbeta som militär 1703 och blev 1704 kornett i Mecklenburg. Han blev i februari 1707 löjtnant vid Bremiska dragonregementet och 16 september 1709 kapten vid regementet. von Schwerin blev 13 oktober 1712 generaladjutant hos fältmarskalken Magnus Stenbock och 19 januari 1715 hos generalissimus Fredrik, konfirmerad fullmakt 4 februari 1716. Han blev 8 juni 1716 överstelöjtnant vid Upplands femmänningsinfanteriregementet och 12 augusti 1719 sekundöverste vid regementet. von Schwerin adlades 23 april 1720 till friherre von Schwerin och introducerades i Sveriges Riddarhus som nummer 133. Han blev 1720 överstelöjtnant vid Drottningens livregementet och 13 september 1737 överste för garnisonsregementet i Stralsund. Den 5 augusti 1743 blev han kommendant i Stralsund och 6 november 1746 generalmajor av infanteriet. Han utnämndes 16 april 1748 till kommendör av Svärdsorden. von Schwerin avled 1748 i Stralsund.

### Egendom
von Schwerin ägde gårdarna Löbenitz i Pommern och Kindeshagen i Pommern.

### Familj
von Schwerin gifte sig 6 september 1716 på Hylinge i Västra Husby församling med friherrinnan Mariana Johanna Burensköld (1694–1774), dotter till landshövdingen Jacob Burensköld och Elsa Appelgren. De fick tillsammans barnen Elsa Regina von Schwerin (1717–1761), som var gift med kammarrådet Samuel Gammal Ehrenkrona och kanslirådet Harald Appelbom, överstemarskalken Jakob Filip von Schwerin (1719–1779), Mariana Eleonora von Schwerin (1720–1779) och Ulrika von Schwerin (1722–1777), som var gift med riksrådet Carl Gustaf Gammal Ehrenkrona.